# Steinthalkapelle

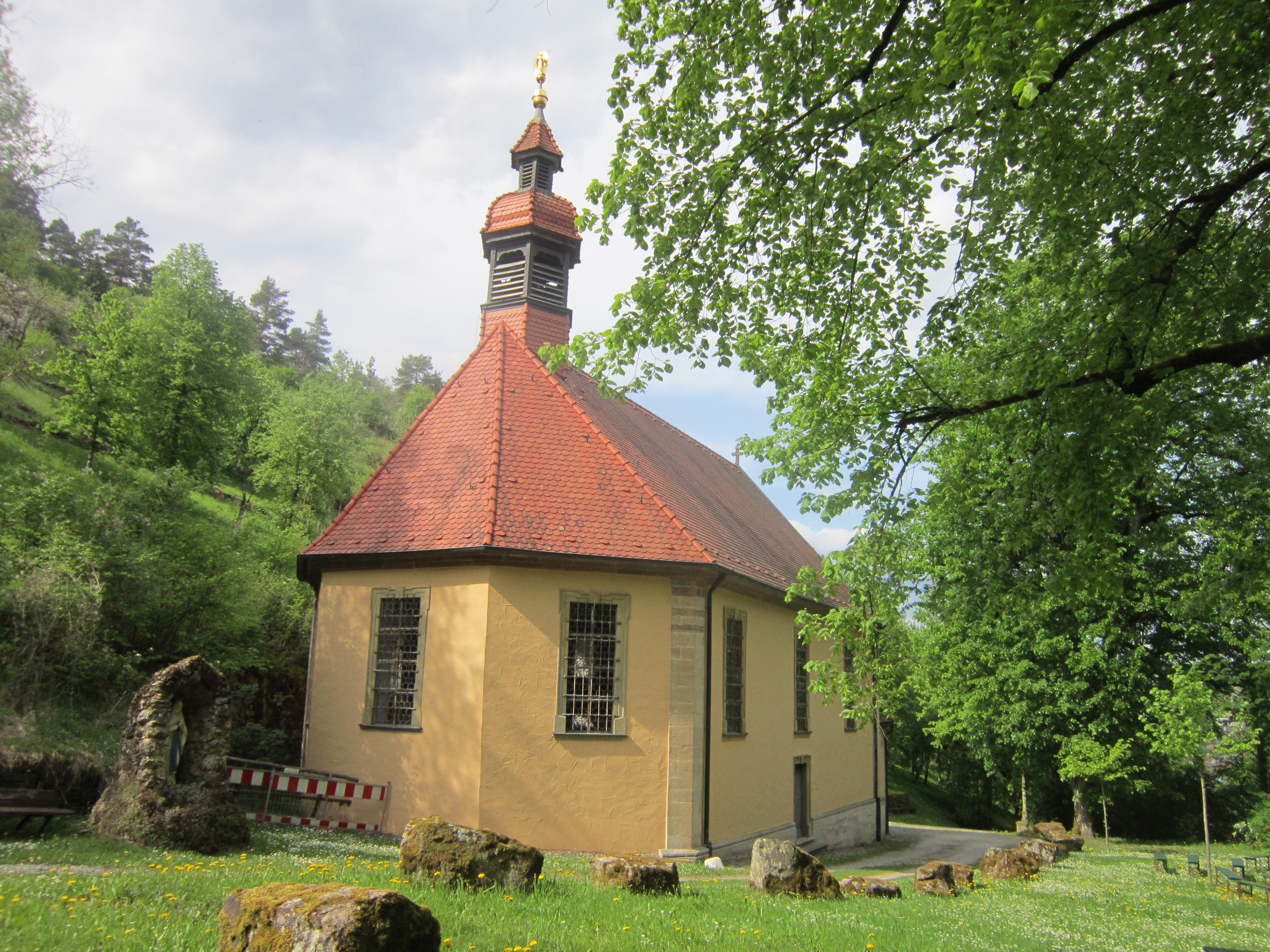
Steinthalkapelle

Die Steinthalkapelle (vereinzelt auch Steintalkapelle genannt) oder Kapelle Maria Steinthal befindet sich in Hammelburg, einer Kleinstadt im unterfränkischen Landkreis Bad Kissingen.
Die Kirche gehört zu den Baudenkmälern von Hammelburg und ist unter der Nummer D-6-72-127-63 in der Bayerischen Denkmalliste registriert.

## Geschichte
Die Entstehung der Kapelle geht auf den Hammelburger Johann Keck zurück, der im Steinthal bei einem Bildstock am Standort der heutigen Kapelle einen Blutsturz erlitten hatte und gelobte, zu Ehren der heiligen Maria eine kleine Kapelle zu errichten. Um welchen Bildstock es sich handelte, lässt sich nur vermuten.
Die erste schriftliche Aufzeichnung dieses im Volksmund bekannten Berichts stammt vom Hammelburger Pfarrer Valentin Josef Weiglein, der ihn im Jahr 1837 in der Hammelburger Pfarreichronik niederschrieb, doch weder Weiglein noch die nachfolgenden Autoren, die seinen Bericht übernahmen, gaben eine Quelle für ihre Informationen an.
Johann Keck war Inhaber der Hammelburger Herrenmühle, die inzwischen im Hammelburger Stadtmuseum „Brot und Wein“ aufgegangen ist. Er und seine Ehefrau Maria Magdalena hatten zwischen 1706 und 1716 vier Töchter und drei Söhne, von denen drei Töchter und zwei Söhne im ersten Lebensjahr verstarben. Die Herkunft der Eheleute ist unbekannt, ebenso Ort und Zeitpunkt ihres Todes; in Hammelburg sind sie für die Jahre 1716/1717 zuletzt nachgewiesen.
Bei seinem Gelübde nahm Johann Keck Bezug auf das Marienbild in der Schweinfurter Spitalkirche (Vorgängerbau der heutigen Heilig-Geist-Kirche), das seiner Meinung nach nicht mehr intensiv genug verehrt wurde. Dies geschah, weil die Spitalkirche im Jahr 1717 aus Anlass des 200. Jahrestages der Reformation bis auf den Kirchturm und den Chor abgerissen und als protestantische Kirche an der Stelle der vormaligen Burgkapelle direkt an der Stadtmauer neu aufgebaut wurde; dabei wurde sie in St. Salvator umbenannt.
Im Zusammenhang mit der Umsetzung seines Gelübdes ließ Keck ein Votivbild mit der Jahreszahl 1716 und einer Darstellung des Schweinfurter Marienbildes anfertigen und den Bildstock im Steinthal in Form eines Heiligenhäuschens überdachen. Mit Dekret vom 18. August 1717 genehmigte die in Fulda ansässige Regierung einen Betrag von 20 Gulden für die Überdachung des Bildstocks.
Die Kapelle entstand in den Jahren 1739 bis 1742. Dass Johann Keck sein Gelübde von 1717 jedoch zunächst vergessen und erst 20 Jahre später nach einem zweiten Blutsturz in die Tat umgesetzt habe, dürfte in den Bereich der Legende gehören. Da Johann Keck zuletzt für das Jahr 1717 in Hammelburg nachgewiesen ist, ging der Anstoß für den Bau der Kapelle wahrscheinlich von der Bevölkerung aus.
Die im Jahr 1739 von Kirchenvorsteher Thomas Scheffer angefertigte Rechnung zum Bau der Kapelle führt die Namen der Spender aus Hammelburg, Arnstein, Burghausen, Gemünden, Gräfendorf, Karlstadt, Wegfurt und Wolfsmünster auf. Die Inschrift auf dem Grundstein der Kapelle lässt auf den Beginn der eigentlichen Bauarbeiten im Jahr 1740 schließen. Am 17. November 1742 wurde die Kapelle vom Fuldaer Fürstabt und Weihbischof Amand von Buseck geweiht, obwohl sie noch nicht über Altaraufbauten und Glocken verfügte.

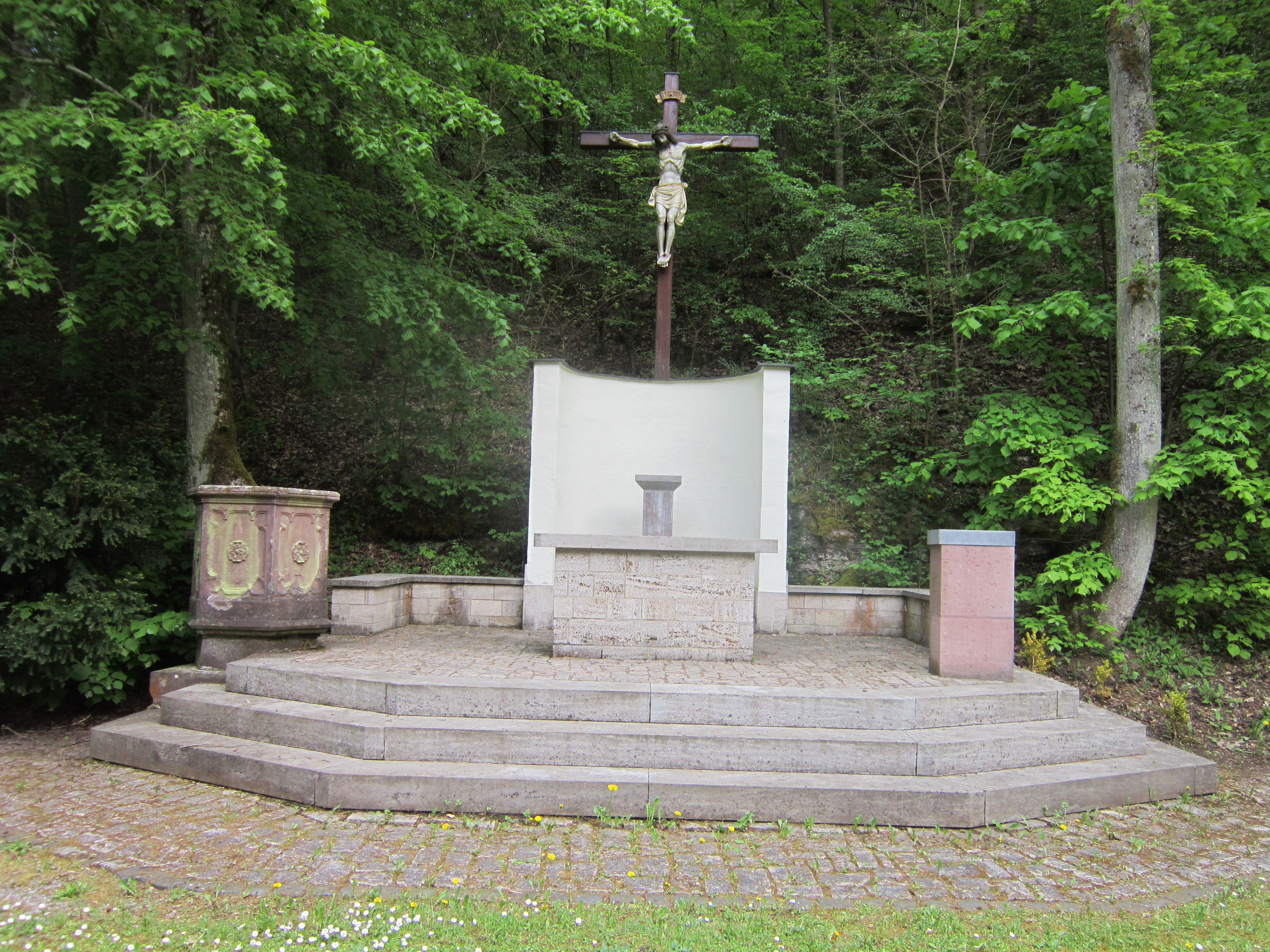
Freialtar

Als sich die Geschehnisse herumsprachen – möglicherweise auf Grund von Mundpropaganda durch Keck und seine Knechte selbst –, setzte bald eine bis heute andauernde Wallfahrt ein, die die Errichtung eines Wallfahrtsplatzes mit Freialtar und Kanzel erforderlich machte. Gegenwärtig werden an der Kapelle an den Sonn- und Feiertagen im Mai und im Oktober sowie am 15. August Andachten und am Montag vor Christi Himmelfahrt eine Bittprozession abgehalten.
Nachdem die Kapelle oft lediglich als Schutz vor Unwetter genutzt worden war und man im Jahr 1759 sogar ein totes Kind im Beichtstuhl gefunden hatte, wurde auf Anordnung des Fürstabts im Jahr 1761 ein kleines Vorhaus errichtet.
Des Öfteren mussten Sturmschäden repariert werden. In den Jahren 1841, 1876, von 1909 bis 1915 sowie 1965 bis 1966 wurde die Kapelle umfassend renoviert. Als im Jahr 1997 ein Feuer den Vorbau zerstörte und das Kapelleninnere verrußte, wurde die Kapelle erneut umfassend renoviert und am 4. Juli 1998 durch Weihbischof Helmut Bauer neu eingeweiht.
Seit 2002 gehört die Steinthalkapelle zu den Stationen des Fränkischen Marienwegs.
Kurz vor Ostern 2016 wurde zum 300. Jahrestag der Wallfahrt an der Steinthalkapelle die erforderliche Restaurierung des Gnadenbildes, das den Müller Johannes Keck bei seinem Blutsturz zeigt, in die Wege geleitet. Im April 2016 konnte das restaurierte Gnadenbild wieder der Öffentlichkeit vorgestellt werden.

## Bildstöcke
Der Fußweg zur Kapelle beginnt an einem Holzkreuz, das an die Gefallenen des Zweiten Weltkrieges erinnert. Auf dem Weg zur Kapelle befinden sich zwei Bildstöcke aus dem 18. Jahrhundert. 

### Bildstock (1718)

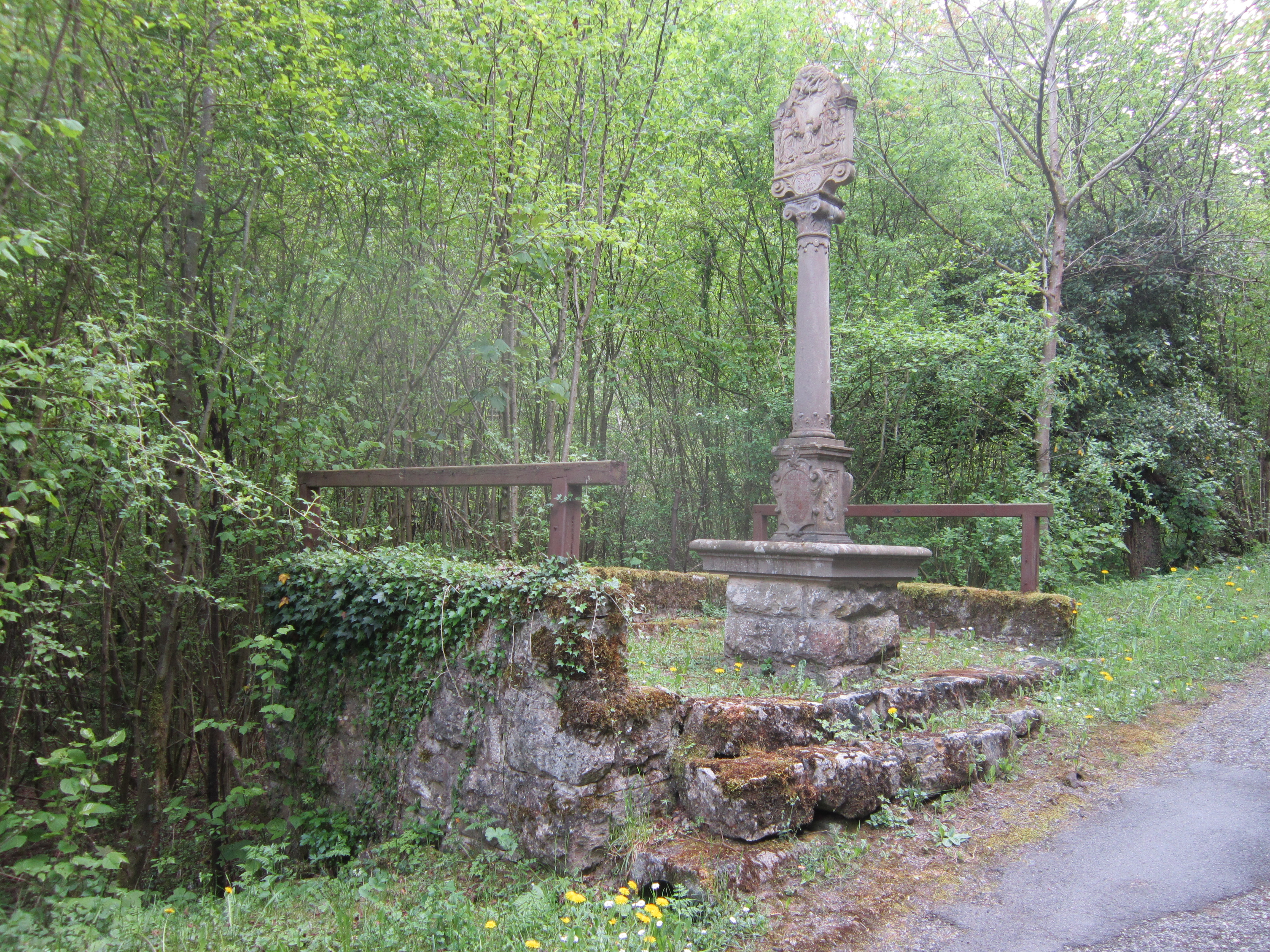
Bildstock von 1718

Einer davon stammt aus dem Jahr 1718, besteht aus gelbem Sandstein und zeigt die Heilige Familie und auf der Rückseite die Krönung Mariens. Auf Grund der Entstehungszeit kann es sich hierbei jedoch nicht um den Bildstock handeln, der sich dort bereits befunden hatte, als Johann Keck sein Gelübde ablegte. Nach mehreren Standortwechseln kam er an seinen heutigen Standort im Steinthal. Die Inschrift am Bildstock vertraut den vorbeikommenden Wandersmann der Obhut der heiligen Dreifaltigkeit an.

### Bildstock (Zweite Hälfte des 18. Jahrhunderts)

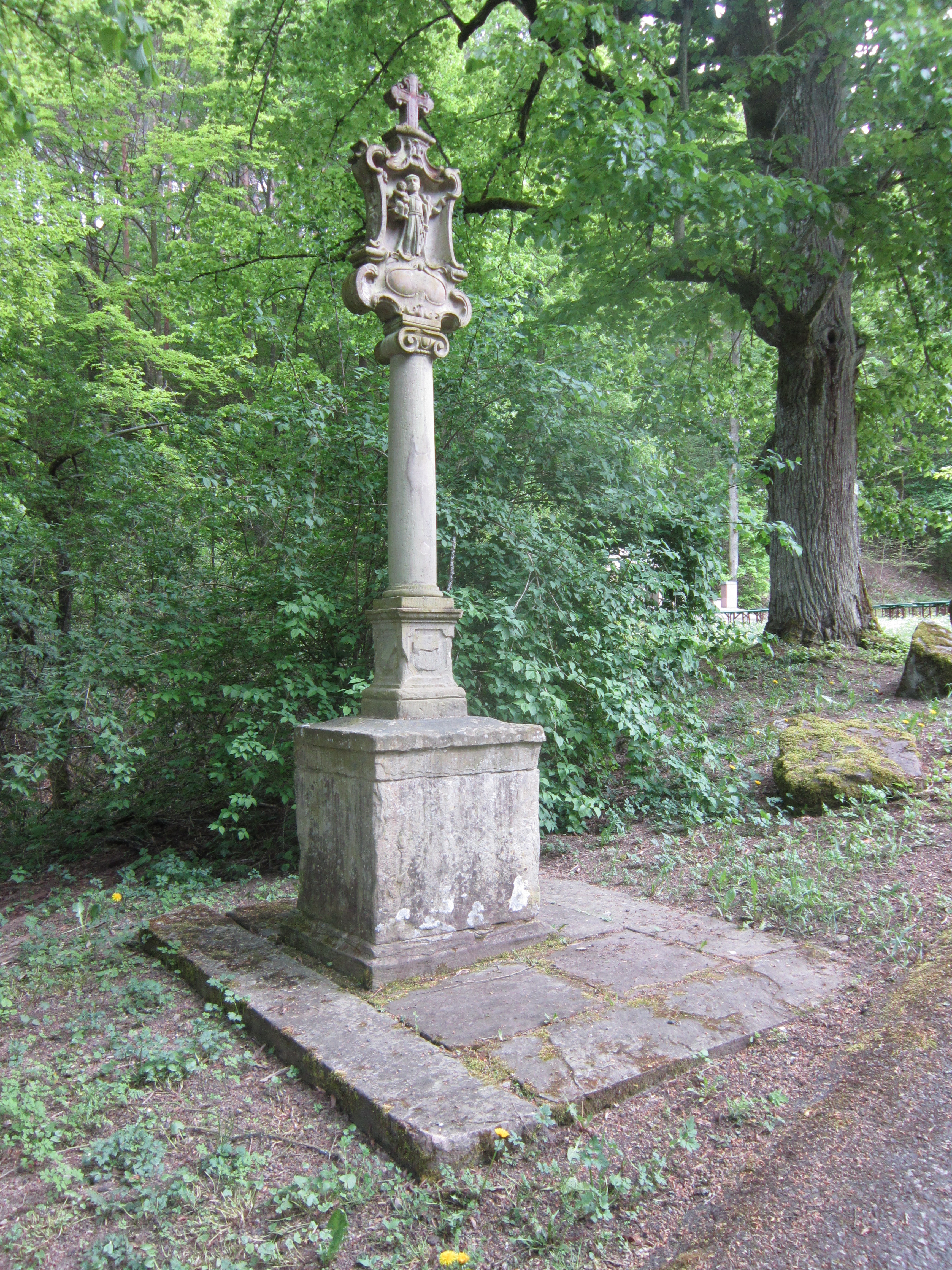
Bildstock aus der zweiten Hälfte des 18. Jahrhunderts

Der zweite Bildstock kurz vor der Kapelle stammt aus der zweiten Hälfte des 18. Jahrhunderts, besteht ebenfalls aus Sandstein und zeigt laut ursprünglicher Überzeugung eine Darstellung des heiligen Franziskus beziehungsweise nach aktuellen Erkenntnissen des Antonius von Padua.

### Bildstock von Johannes Kecks Gelübde
Hinsichtlich des Bildstocks, der Johann Keck im Jahr 1716 zu seinem Gelübde veranlasste, lassen sich nur Vermutungen anstellen. Dass dieser Bildstock beim Bau der Kapelle entfernt wurde, hält Heimatforscher Norbert Kandler für unwahrscheinlich. Vielmehr hält er es für möglich, dass der Bildstock bereits das Marienbild an der Schweinfurter Spitalkirche repräsentierte – was auch erklären würde, warum Keck bei seinem Gelübde an das Schweinfurter Marienbild dachte –, und hält die in der Kapelle befindliche Holzfigur Mariens für jenen Bildstock, an dem Johann Keck den Blutsturz erlitt.

## Ausstattung

### Altäre
Der Aufbau des Hochaltars stammt aus dem Jahr 1746 von der Hand des Hammelburger Bildhauers Johann Jakob Faulstich (1697–1768) mit von Faulstich angefertigten Seitenfiguren der Heiligen Anna und Joachim. Als Altarbild dient das Ölgemälde Anbetung des neugeborenen Gotteskindes des Fuldaer Hofmalers Emanuel Wohlhaupter; Wohlhaupter übernahm das Motiv von einem Graphikblatt, das kurz zuvor im Verlag Johann Elias Ridinger zu Augsburg veröffentlicht worden war und vermutlich von Johann Jacob Haid stammt. Der Hochaltar wurde im Jahr 1766 gefasst sowie im Jahr 1843 neu gestaltet und mit einem Tabernakel ergänzt. Der im Pfarrarchiv erhaltene, von Bildhauer M. J. Mehling stammende Entwurf lässt vermuten, dass der Tabernakel in seiner heutigen Form im Jahr 1872 von Mehling eingesetzt wurde.
Die Pietà des Altars entstand um 1750.
Bereits bei der Weihe der Kapelle am 17. November 1742 wurden Reliquien des heiligen Paulus sowie der Evangelisten Matthäus und Lukas eingelassen.
Die frühklassizistischen Seitenaltäre stammen aus dem Jahr 1775. Der rechte Seitenaltar beherbergt als Altarbild das auf Johann Kecks Gelübde zurückgehende, auf einer Holztafel gemalte Votivbild mit der Darstellung der Madonna mit Christuskind; als Seitenfiguren befinden sich auf dem rechten Seitenaltar die Heiligen Barbara und Margareta. Die Seitenfiguren des linken Seitenaltars stellen den heiligen Bonifatius (links) sowie wahrscheinlich den heiligen Sturmius dar.

### Gnadenbild
Das Gnadenbild am rechten Seitenaltar ist eine sitzende Madonna mit einem sich dem Betrachter zuwendenden Jesuskind. Die ursprüngliche Version des Gnadenbildes ist das auf einer Holztafel gemalte Bild am rechten Seitenaltar, das durch Johann Kecks Gelübde entstand und den Schweinfurter Marienbildstock zeigt. Auf dem Bild reiten ein auf einem dunklen Pferd sitzender Mann sowie ein auf einem weißen Pferd sitzender, hell gekleideter und Blut spuckender Mann an dem Marienbildstock vorbei; ein dritter Mann kommt ihnen von rechts entgegen. Die Kapelle beherbergt zwei weitere Darstellungen dieses Gnadenbildes und zwar in Form einer gefassten Holzfigur auf dem Marienaltar sowie einer Sandsteinfigur im Vorraum.
An der Holzfigur des Gnadenbildes trägt die Krone des Jesuskindes den Spruch „Christus Sieger, Christus König, Christus Herr in Ewigkeit“. Im Marianischen Jahr 1988 bekam das Gnadenbild eine Marienkrone mit dem Magnificat-Zitat „Er stürzt die Mächtigen vom Thron und erhöht die Niedrigen“. Die Holzfigur wird zu besonderen Anlässen geschmückt. Nach Meinung von Heimatforscher Norbert Kandler repräsentierte diese Holzfigur das Marienbildnis der Schweinfurter Spitalkirche und stand als Bildstock an jenem Ort, an dem Johann Keck seinen Blutsturz erlitt und sein Gelübde in Bezug auf das Schweinfurter Marienbildnis ablegte.  Kandler hält die Holzfigur nicht für das Original aus Schweinfurt, sondern für eine Kopie, da die Schweinfurter Kirche bereits im Jahr 1412 geweiht wurde und die Holzstatue jünger ist.
Die Sandsteinfigur im Vorraum trägt die Inschrift „S.B.V. Maria im Steinthal“. Es existieren keine dokumentarischen Unterlagen über ihre Entstehungszeit; Kandler datiert sie auf Grund ihrer Inschrift jedoch auf das 18. oder den Anfang des 19. Jahrhunderts und sieht in ihr eine Kopie der Holzstatue.

### Kanzel
Vermutlich begannen schon im Jahr 1746 Planungen oder Vorarbeiten für die Kanzel der Kapelle. Angefertigt wurde sie schließlich im März 1753, vermutlich aus Anlass eines Ablasses von Johann Jakob Faulstich unter Mitwirkung des Schreiners Jörg Müller sowie von Kaspar Schuhmann aus Fulda.
Die Kanzel wurde im Jahr 1876 zuletzt restauriert und bei der Renovierung der Kapelle im Jahr 1915 entfernt. Die zur Ausstattung der Kanzel gehörenden Figuren der vier Evangelisten befinden sich nun an den Wänden des Chores.

### Orgel
Zu den ersten Nachweisen einer Orgel in der Steinthalkapelle zählen Kirchenrechnungen der Kapellenstiftung beispielsweise aus dem Jahr 1750 und über Reparaturen durch einen Orgelmacher im Jahr 1751. Im Jahr 1760 erfolgte die Installation eines neuen Orgelwerks durch den Salzburger Jörg Markert. Möglicherweise wurde Anfang des 19. Jahrhunderts eine neue Orgel in die Kapelle eingebaut; für die Jahre 1820/21 ist eine Zahlung von 135 fl. an den Untererthaler Orgelmacher Sudfüll nachgewiesen. Anfang des 20. Jahrhunderts wurde die Orgel aus der Kapelle entfernt.

### Glocken
Im Jahr 1743 stiftete Margareta Hailmann aus Untereschenbach zwei Glocken für die Kapelle. Sie waren von unterschiedlicher Größe, aber gleicher Form und trugen ein Kreuz sowie ein Muttergottesbild. Beide sind seit dem Zweiten Weltkrieg, als sie zwecks Einschmelzung abgeliefert werden mussten, verschollen.
Am 24. Oktober 1950 wurde eine Glocke unbekannter Herkunft installiert. Im Jahr 1953 folgte eine zweite, die jedoch klanglich nicht zu der 1950 installierten Glocke passte und daher im April 1954 durch eine von der Erdinger Firma Czudnowsky gelieferte Glocke ersetzt wurde. Die 1950  installierte Glocke hat den Ton a’’, die 1954 gelieferte Glocke den Ton h’’.

### Sonstiges
An der Emporenbrüstung befindet sich ein nach 1750 entstandener Bildzyklus zum Leben Mariens. Das von Eulogius Böhler im Jahr 1914 angefertigte Deckengemälde zeigt Mariä Vermählung und Mariä Himmelfahrt.